# Всемирный фестиваль молодёжи и студентов
Всемирный фестиваль молодёжи и студентов (ВФМС) — нерегулярный фестиваль левых молодёжных организаций, проводящийся с 1947 года. Организаторы — Всемирная федерация демократической молодёжи (ВФДМ) и Международный союз студентов (МСС). В 1950-е — начале 1960-х годов фестивали проходили под лозунгом «За мир и дружбу», впоследствии — «За антиимпериалистическую солидарность, мир и дружбу».
С 2001 года у каждого последующего Фестиваля появляется новый лозунг, который традиционно утверждается на первой международной подготовительной встрече к грядущему Фестивалю. Лозунг ВФМС 2017 года: «За мир, солидарность и социальную справедливость, мы боремся против империализма — уважая наше прошлое, мы строим наше будущее!».
Для подготовки к фестивалю создаётся Международный подготовительный комитет и национальные подготовительные комитеты в странах-участницах. В программу фестивалей входят спортивные соревнования по различным видам спорта, политические семинары и дискуссии, концерты, массовые празднества, а также — обязательное красочное шествие делегаций.

## История

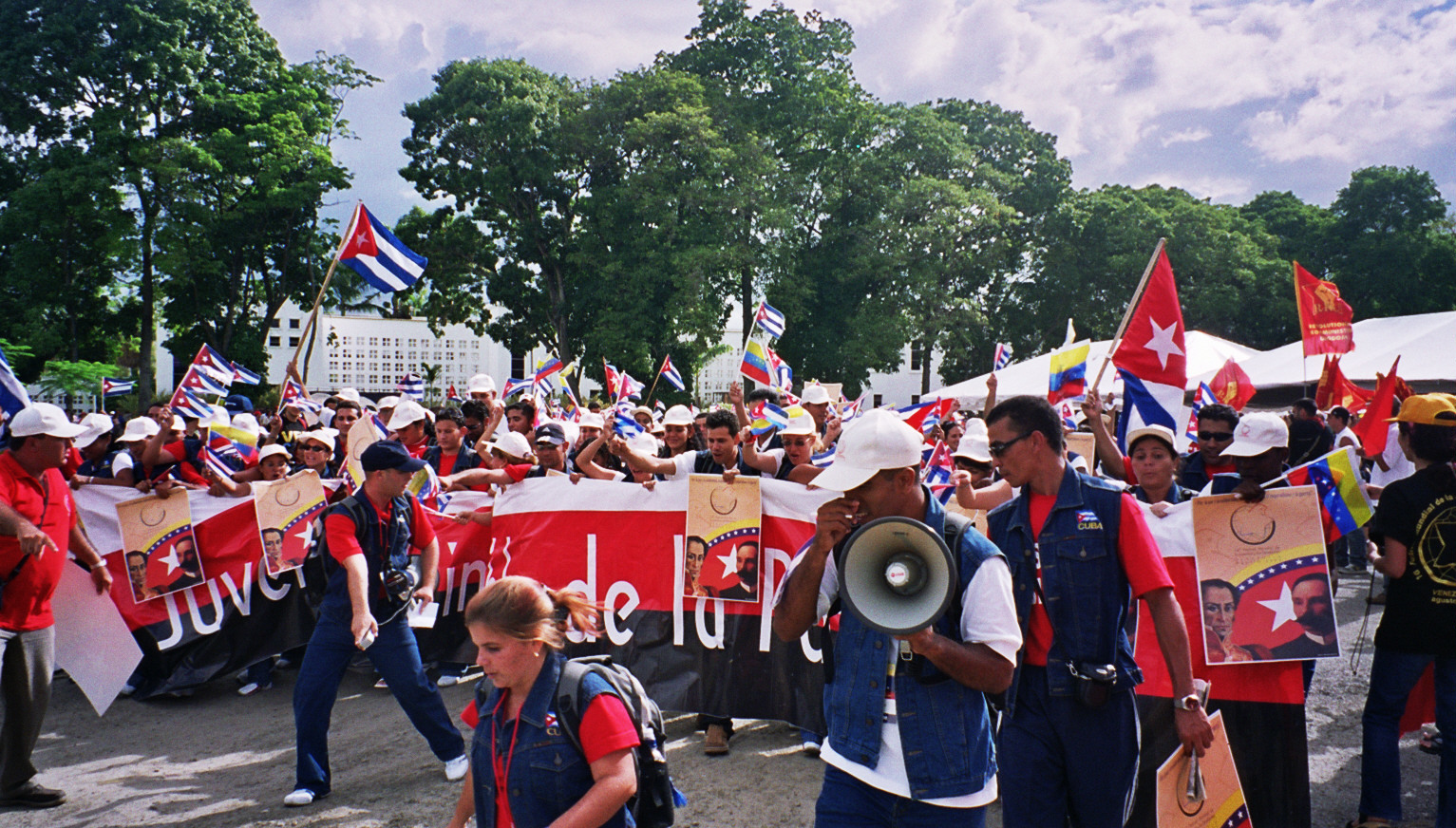
XVI фестиваль в Каракасе. 2005

После окончания Второй мировой войны в Лондоне прошла всемирная конференция молодёжи за мир. На ней было принято решение создать Всемирную федерацию демократической молодёжи и начать проведение всемирных фестивалей молодёжи и студентов.
Первый Всемирный фестиваль молодёжи и студентов состоялся в 1947 году в Праге и стал самым продолжительным в истории фестивального движения — он длился почти 6 недель. В нём приняли участие 17 тысяч человек из 71 страны. Затем последовали фестивали в столицах стран Восточной Европы: Будапеште (1949), Берлине (1951), Бухаресте (1953) и Варшаве (1955). Первые фестивали проводились с периодичностью раз в два года. В конце 1940-х — начале 1950-х годов наблюдался рост числа участников и числа стран, которые они представляли. Численность участников к середине 1950-х годов возросла до 30 тысяч. Они представляли уже более чем 100 стран.
Как отметил впоследствии президент ВФДМ Николас Пападимитриу:
У фестиваля нашлось много недоброжелателей, поспешивших осудить ВФМС и его цели. Они утверждали, что фестиваль служит лишь внешнеполитическим интересам Советского Союза. Но жизнь доказала неправоту этих деятелей, поскольку фестиваль, который со временем превратился в целое движение, принес всему человечеству четкое послание мира, дружбы и солидарности…
Исторический период фестивального движения берет свой отсчет с начальной точки холодной войны, сразу после победы народов мира над фашизмом. Тем не менее, несмотря на все события того периода, несмотря на усиление холодной войны и империалистической пропаганды, фестивальному движению всегда удавалось исповедовать идеи единства и дружбы молодежи всей планеты. По существу, проведение первого фестиваля в 1947 году служило целям укрепления международного антиимпериалистического молодёжного движения…
VI Всемирный фестиваль 1957 года, прошедший в Москве, стал самым массовым за всю историю фестивального движения. Для его проведения в октябре 1955 года был образован Советский подготовительный комитет, аппарат которого к июлю 1957 года насчитывал 342 ответственных работников и 132 технических работника. На фестивале работали 743 иностранных журналиста. В нём участвовало 34 тысячи человек. Они представляли 131 страну мира, что в то время стало рекордом. На последующих фестивалях число участников было меньшим, однако рекорд по числу стран, которые были представлены на фестивале, был побит. Одним из гостей фестиваля был колумбийский писатель Габриель Гарсиа Маркес, описавший свои впечатления в книге «СССР: 22 400 000 км² без единой рекламы Кока-колы!»
Фестивали проводились не только на территории соцстран. В 1959 году VII фестиваль молодёжи и студентов впервые прошёл в капиталистической стране, в столице Австрии городе Вене. Затем фестиваль принимали Хельсинки (1962), ставший самой северной точкой проведения Фестиваля за всю его историю, и София (1968).
С 1960-х годов перерыв между фестивалями начал увеличиваться до нескольких лет.
Перерыв в 6 лет между фестивалями 1962 и 1968 годов, ранее проводившимися каждые 2-3 года, объясняется тем, что в 1965 году IX фестиваль было намечено провести в Алжире, в 1962 году получившем независимость от Франции. Были проведены все подготовительные мероприятия, но в 1965 году в Алжире произошёл военный переворот, к власти пришёл Хуари Бумедьен, провозгласивший курс на строительство прагматичной экономико-политической системы, с учётом алжирской специфики и без ориентации на какие-либо образцы. В стране установилась однопартийная система, и IX фестиваль был отменён. Состоялся он только через три года, в 1968 году, в столице Болгарии — Софии.
В 1940-х — 1960-х годах каждый новый фестиваль проходил в новой стране. В 1973 году X всемирный фестиваль молодёжи и студентов вторично был проведён в Берлине. В 1970-х годах фестивальное движение приобрело ярко выраженную прокоммунистическую окраску.
В 1978 году XI фестиваль впервые был проведён на Американском континенте — в столице Кубы Гаване. Фестиваль впервые прошёл на берегу моря. Столица Острова Свободы стала самой западной точкой проведения Фестивалей.
На прошедшем в Москве в 1985 году XII всемирном фестивале молодёжи и студентов с 27 июля по 3 августа гостями фестиваля стали 26 000 человек из 157 стран мира. Лозунг фестиваля — «За антиимпериалистическую солидарность, мир и дружбу».
В 1989 году XIII всемирный фестиваль молодёжи и студентов побил два рекорда. Во-первых, он впервые прошёл в Азии. Принимала гостей фестиваля столица КНДР — Пхеньян. Во-вторых, этот фестиваль стал самым представительным до фестиваля 2017 года в России — в нём участвовали гости из 177 стран мира. Специально для фестиваля был построен грандиозный стадион Первого мая на 150 000 человек, который и по сей день остается самым вместительным стадионом Земли. Пхеньян стал самым восточным местом проведения Фестиваля за всю его историю.
В конце 1980-х — начале 1990-х годов между фестивалями произошёл самый длительный перерыв — около 8 лет. Благодаря настойчивости организаций — членов ВФДМ и поддержке кубинского правительства и лично Фиделя Кастро фестивальное движение было возрождено: в 1997 году состоялся XIV фестиваль в Гаване.
В 2001 году прошёл XV фестиваль в Алжире. Этот фестиваль стал первым, прошедшим в Африке. В этом фестивале приняло участие наименьшее число участников за всю историю фестивального движения — 6500 человек.
XVI Всемирный фестиваль молодёжи и студентов прошёл в Каракасе (Венесуэла) в 2005 году. В нём приняло участие 17 тысяч человек из 144 стран.
XVII ВФМС прошёл в Претории, ЮАР 13-21 декабря 2010 года. Место проведения стало самым южным за всю историю фестивального движения.
XVIII ВФМС состоялся в Эквадоре в декабре 2013 года, собрав свыше 8 тыс. участников из 88 стран. Фестиваль проходил в экзотических условиях: в высокогорном районе на площадке бывшего аэродрома столицы республики Кито, на высоте около 3 тыс. метров над уровнем моря. Таким образом, это был самый высокогорный фестиваль.
Следующий XIX Всемирный фестиваль молодёжи и студентов открылся в России 15 октября 2017 года.
Заявка на проведение XIX ВФМС готовилась по инициативе российских молодёжных организаций — членов ВФДМ при поддержке администрации президента России и Федерального агентства по делам молодёжи, Национального Совета молодёжных и детских объединений России, Российского союза молодёжи, Международного молодёжного центра и других общественных организаций и государственных структур. Впервые заявку на проведение ВФМС была презентована российской делегацией на заседании Генеральной Ассамблеи ВФДМ в Гаване (Куба) 10 ноября 2015 года. Только одна из российских организаций-членов ВФДМ — Революционный Комсомол — отказалась подписать заявку на проведение Фестиваля в России, выразив опасения, что правительственные чиновники попытаются превратить фестиваль в выражение лояльности российским властям.
Принципиальное решение о проведении Фестиваля было принято на международном консультативном совещании ВФДМ и международных студенческих организаций в Москве 7 февраля 2016 года. При этом сроки Фестиваля и даты его проведения не утверждались.
Даты и место проведения предстоящего XIX Фестиваля, а также его логотип (эмблема) и девиз «За мир, солидарность и социальную справедливость, мы боремся против империализма — уважая наше прошлое, мы строим наше будущее!» были утверждены на первой международной подготовительной встрече к XIX ВФМС в Каракасе (Венесуэла) 5 июня 2016 г. Также было решено, что Фестиваль впервые в истории пройдёт 14-22 октября 2017 г. в двух городах: в Москве (торжественный парад делегаций) и Сочи (сам фестиваль), символами Фестиваля определены Эрнесто Че Гевара и Мухаммед Абдельазиз. Впоследствии на третьей международной подготовительной встрече в Коломбо (на Шри-Ланке) в мае 2017 года было решено, что XIX ВФМС посвящается Фиделю Кастро в знак признания его вклада в фестивальное движение.

## Гимн
Музыкальная эмблема фестиваля — Гимн демократической молодёжи мира (музыка Анатолия Новикова, текст Льва Ошанина). Гимн впервые исполнен на Страговском стадионе в Праге на открытии I фестиваля.

## Хронология
| №     | Дата                      | Эмблема | Место            | Участников | Стран | Девиз |
| ----- | ------------------------- | ------- | ---------------- | ---------- | ----- | --- |
| I     | 25 июля — 16 августа 1947 |         | Прага            | 17 000     | 71    | «Молодёжь, объединяйся, вперёд к будущему миру!»                                                                                  |
| II    | 14—28 августа 1949        |         | Будапешт         | 20 000     | 82    | «Молодёжь, объединяйся, вперёд к будущему миру, демократии, национальной независимости и лучшему будущему для людей»              |
| III   | 5—19 августа 1951         |         | Восточный Берлин | 26 000     | 104   | «За мир и дружбу — против ядерного оружия»                                                                                        |
| IV    | 2—16 августа 1953         |         | Бухарест         | 30 000     | 111   | «За мир и дружбу» |
| V     | 31 июля — 14 августа 1955 |         | Варшава          | 30 000     | 114   | «За мир и дружбу — против агрессивных империалистических союзов»                                                                  |
| VI    | 28 июля — 11 августа 1957 |         | Москва           | 34 000     | 131   | «За мир и дружбу» |
| VII   | 26 июля — 4 августа 1959  |         | Вена             | 18 000     | 112   | «За мир и дружбу и мирное сосуществование»                                                                                        |
| VIII  | 27 июля — 5 августа 1962  |         | Хельсинки        | 18 000     | 137   | «За мир и дружбу» |
| IX    | 28 июля — 6 августа 1968  |         | София            | 20 000     | 138   | «За солидарность, мир и дружбу»                                                                                                   |
| X     | 28 июля — 5 августа 1973  |         | Берлин           | 25 600     | 140   | «За антиимпериалистическую солидарность, мир и дружбу»                                                                            |
| XI    | 29 июля — 7 августа 1978  |         | Гавана           | 18 500     | 145   | «За антиимпериалистическую солидарность, мир и дружбу»                                                                            |
| XII   | 27 июля — 3 августа 1985  |         | Москва           | 26 000     | 157   | «За антиимпериалистическую солидарность, мир и дружбу»                                                                            |
| XIII  | 1—8 июля 1989             |         | Пхеньян          | 22 000     | 180   | «За антиимпериалистическую солидарность, мир и дружбу»                                                                            |
| XIV   | 29 июля — 5 августа 1997  |         | Гавана           | 12 325     | 136   | «За антиимпериалистическую солидарность, мир и дружбу»                                                                            |
| XV    | 8—16 августа 2001         |         | Алжир            | 6 500      | 110   | «Глобализуем борьбу за мир, солидарность, развитие, против империализма»                                                          |
| XVI   | 4—19 августа 2005         |         | Каракас          | 17 000     | 144   | «За мир и солидарность, мы боремся против империализма и войны»                                                                   |
| XVII  | 13—21 декабря 2010        |         | Претория         | 15 000     | 126   | «За победу над империализмом, за мир во всем мире, солидарность и социальные изменения»                                           |
| XVIII | 7 — 13 декабря 2013       |         | Кито             | 8 000      | 88    | «Молодёжь объединилась против империализма, за мир во всём мире, солидарность и социальные перемены»                              |
| XIX   | 14 — 22 октября 2017      |         | Москва/Сочи      | 25 000     | 185   | «За мир, солидарность и социальную справедливость, мы боремся против империализма — уважая наше прошлое, мы строим наше будущее!» |

## Фильмы
- 12 Всемирный. Страницы фестивального дневника (документальный фильм, 1985 год.)
- 12 Всемирный. Страницы фестивального дневника (документальный фильм, 1985 год.)
- Хоровод мира и дружбы (документальный фильм, 1985 год.)
- Здравствуй, 12 Всемирный (документальный фильм, 1985 год.)
- III фестивалю в Берлине посвящён документальный фильм «Песня молодости».
- VI фестивалю в Москве посвящены художественные фильмы «Девушка с гитарой», «Матрос с „Кометы“», «Цепная реакция», «Человек человеку», «Дорога на фестиваль», «Дорога в рай», мультипликационный фильм «Привет друзьям!», документальный фильм «Любовь и голуби. Фестиваль-57»[18] и другие.
- X фестивалю в Берлине посвящён художественный фильм «Улыбнись, ровесник!».
- XIII фестивалю в Пхеньяне посвящён мультипликационный фильм «Добро пожаловать в Пхеньян» (1989 год).

## ВФМ 2024
5 апреля 2023 года Президент России Владимир Путин подписал указ о проведении «Всемирного фестиваля молодёжи» (ВФМ) в России в феврале и марте 2024 года. Проведённое мероприятие не имеет отношения к ВФМС, хотя первоначально позиционировалось именно как таковое. Представители Всемирной федерации демократической молодёжи не входят в организационные структуры ВФМ и по состоянию на конец 2023 года занимаются подготовкой нового ВФМС, который состоится в 2024 году в Мексике. Революционный коммунистический союз молодёжи раскритиковал ВФМ и призвал к его бойкоту.

## Фестиваль в нумизматике и филателии

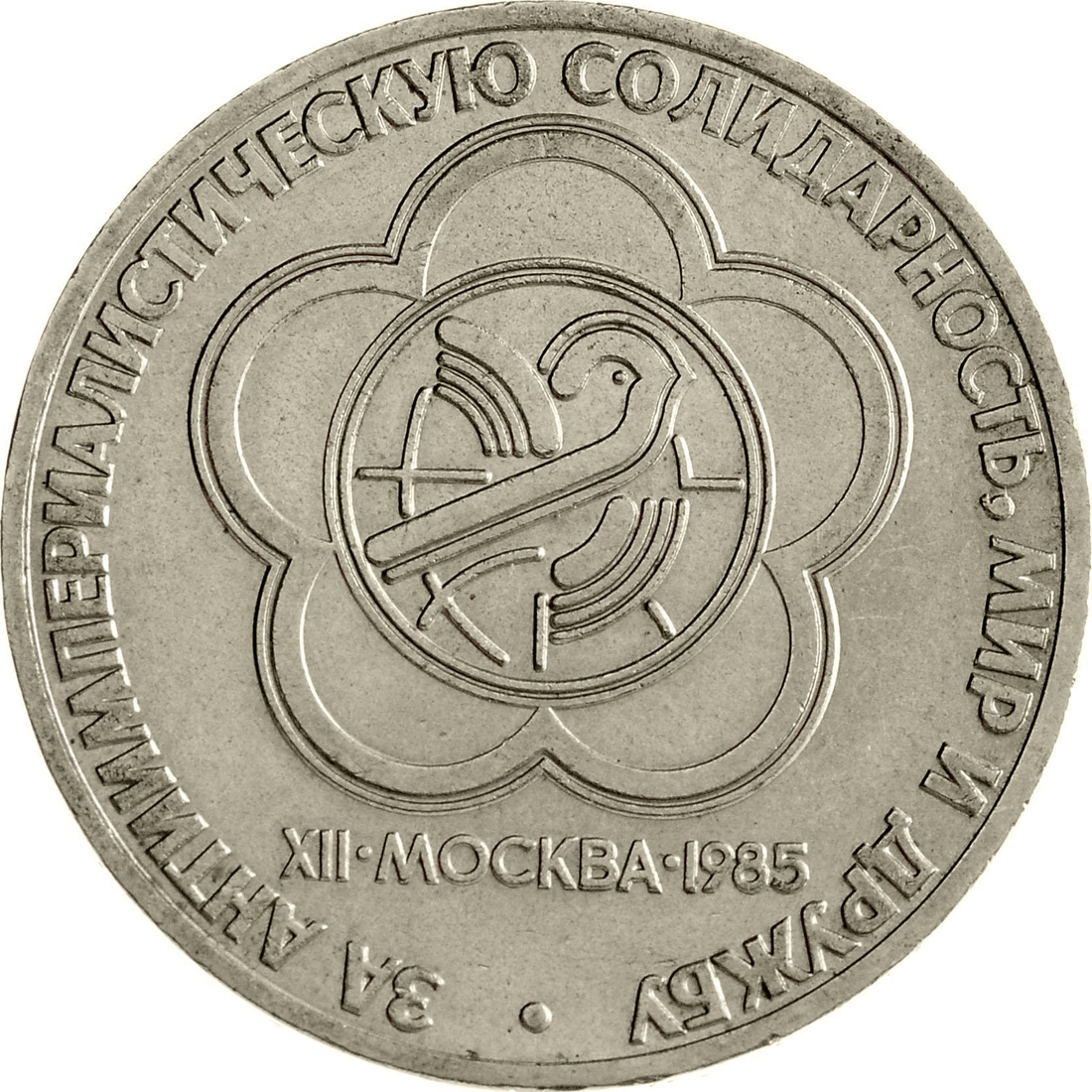
Памятный рубль СССР, выпущенный в 1985 году к 12-му Всемирному фестивалю в Москве
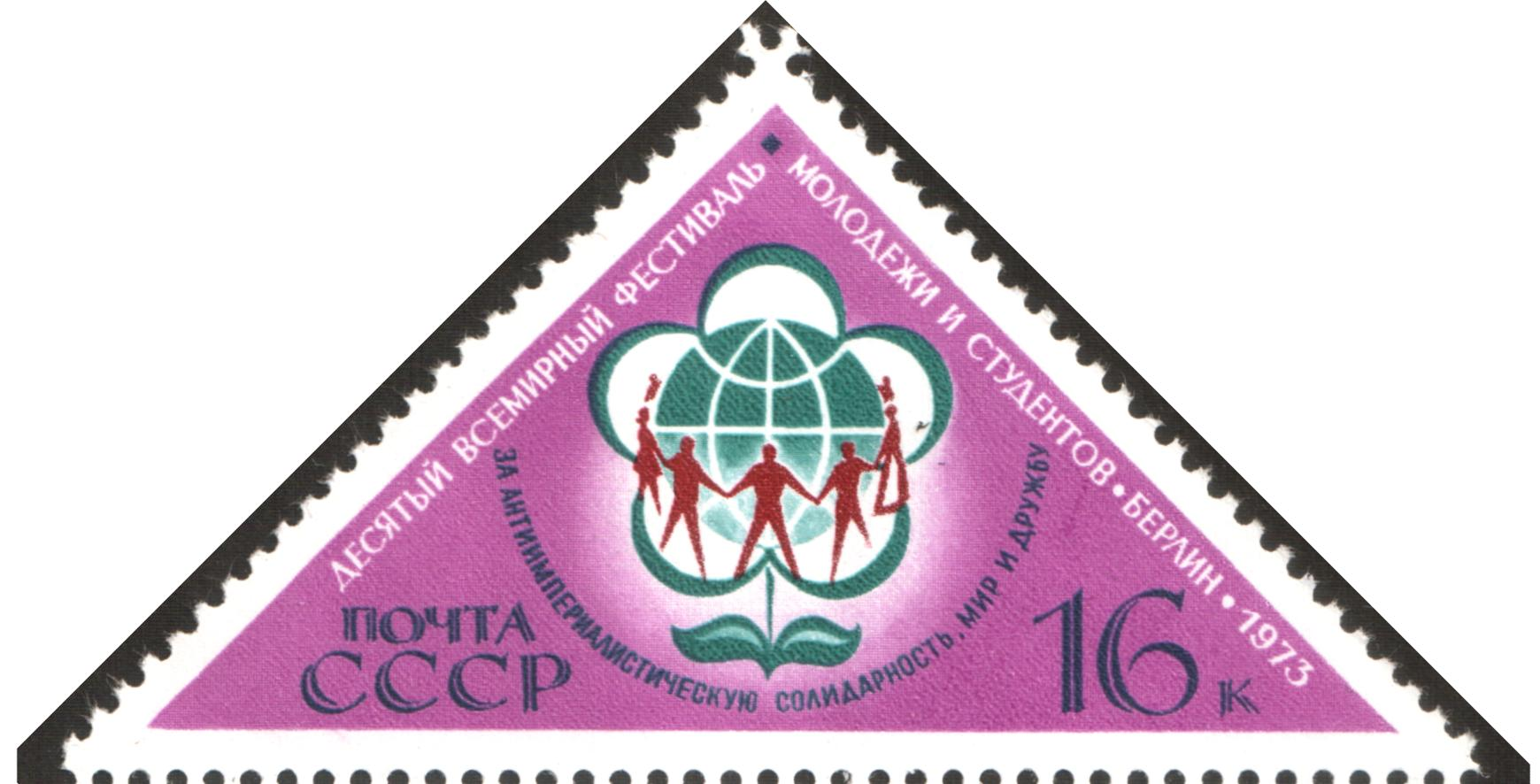
Почтовая марка СССР, 1973 год.
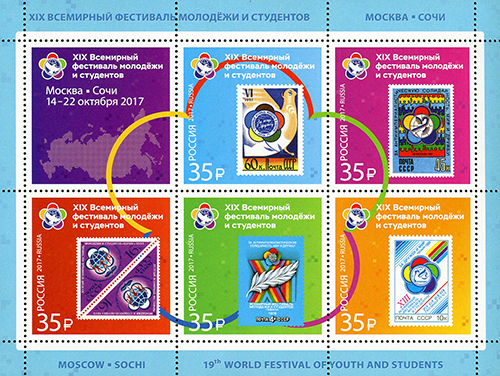
Почтовый блок
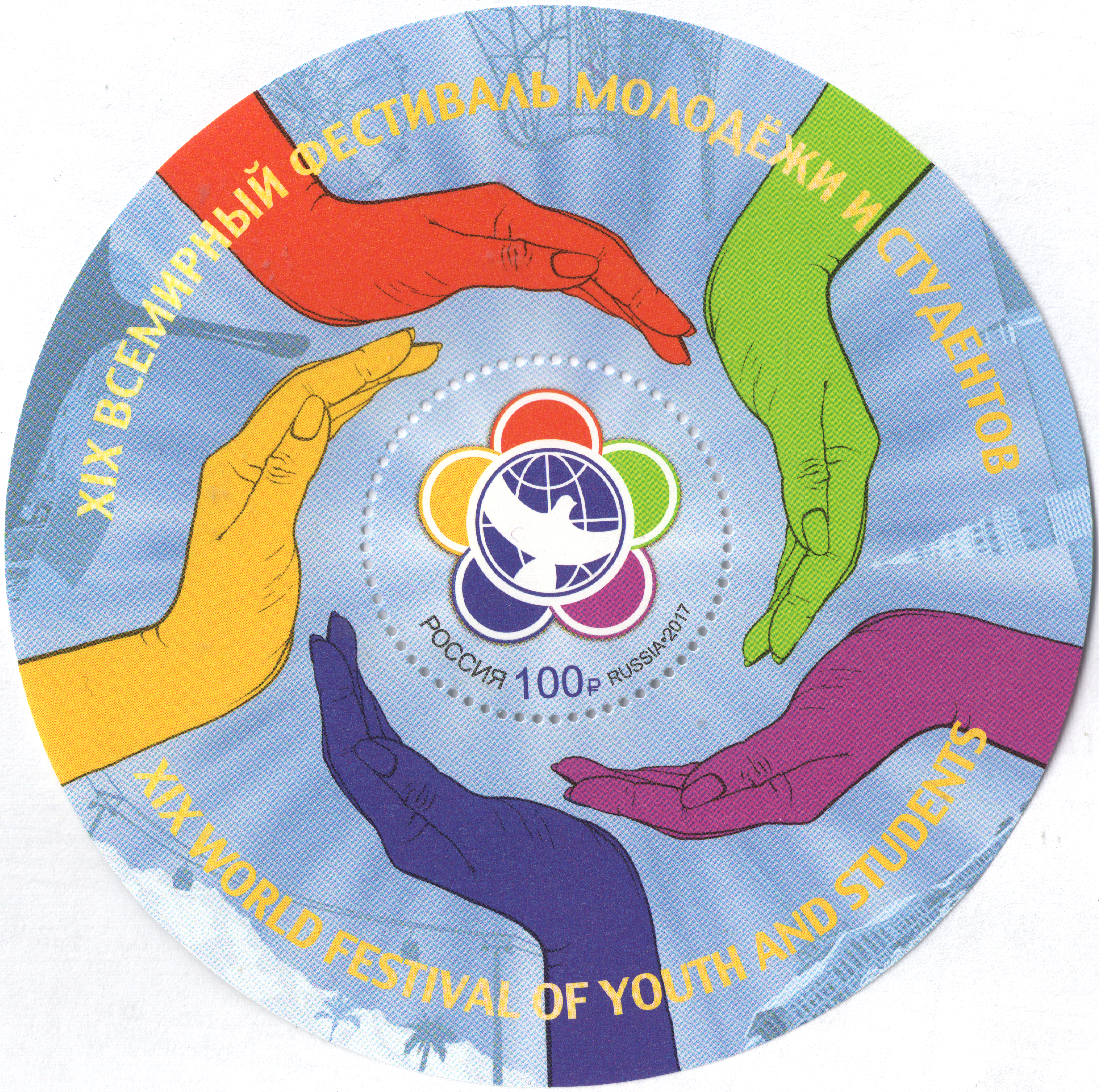
Почтовый блок. XIX Всемирный фестиваль молодёжи и студентов